# Рота (град)
Ро̀та (на испански: Rota) е град, намиращ се в югозападната част на испанската област Андалусия, провинция Кадис. Мястото е обичана туристическа цел и важен център на риболовната индустрия в района.

## Географско положение
Рота е разположен на северната част на залива Кадис, на брега към Атлантическия океан. Надморската височина е 0 метра на плажната ивица и 14 м в центъра.
По-близките градове са Чипиона на север, Ел Пуерто де Санта Мария на изток и Херес де ла Фонтера в северозападните покрайнини. На югоизток, свързан чрез тесен полуостров, се намира главният град на провинцията Кадис.

## История
Различни култури и цивилизации са оставили тук следите си. Областта е наричана „Asta Regia“ от жителите на Тартесос. По време на Римската империя градът е познат като „Oraculum Menestei“, а по – късно „Speculum Rotae“. Рота носи и името „Rabeta Ruta“. Християните, които през 1217 завладяват града, му дават името „Rotta“. Градът мени още няколко пъти името и принадлежността си, докато се стигне до съвременното „Рота“.

## Икономика
Най-важният отрасъл на Рота е туризмът. Градът е важен център за много риболовни лодки. Добри работни места могат да се намерият в базата на Военноморските сили на САЩ.

## Забележителности

### Плажове
- „La Costilla“, заради чистата се вода и поддържаните плажове, е познат като един от най – красивият плажове на Испания.
- Playa El Rompidillo се нарича плажът директно до Стария град и чрез дългите си плажни ивици достига да пристанището.
- Playas Salvajes de Rota е първообраз на всички естествинш плажове на Рота. Подобни на него са „Punta Candor“ и „La Ballena“

### Паркове
Градът е известен и с многото си паркове. Главната атракция тук са хамелеоните, а също и историческите статуи и паметници.

## Друго
Рота е опорна точка на испанските и американските военноморски сили. Съществуват и станции на Военновъздушните сили на САЩ (Air Force). В пристанището на Рота акостират множество американски военни кораби в Средиземно море.

## Побратимени градове
- Канделария, Испания